# Groupe Ermewa
 (mai 2020).
Le groupe Ermewa regroupe les activités de location de wagons et de conteneurs-citernes, ainsi que de construction et entretien de wagons. Ces activités sont gérées par plusieurs filiales spécialisées. Le siège central du groupe est au 4 avenue André Malraux à Levallois-Perret, France.

## Histoire
La société Ermewa est fondée en 1956 par un entrepreneur privé suisse, pour le transport de vin en wagons. Le 11 avril 2023, la société annonce un changement de nom, Streem, une nouvelle identité, une décision stratégique majeure selon David Zindo son président.

### Expansion du parc de wagons et de l'activité
En 1981, Ermewa entre dans la location de wagons industriels en rachetant un parc de 1 000 wagons en France. En 1989, elle rachète le groupe Sati, qui possède près de 10 000 wagons. En 1991, le groupe reprend les wagons de Arbel et de la Deutsche Reichsbahn (RDA), soit respectivement 1 000 et 2 500 wagons.

### Acquisition puis revente par la SNCF
En 1992, la SNCF prend une participation de 10 % du capital de la filiale Ermewa France puis augmente sa participation en 1998 à 33,2 %. En 1999, la SNCF (via SNCF Participations) acquiert 45 % de la maison mère Ermewa Holding.
En 2003, la société IPES (Investors in Private Equity) acquiert 50,4 % du groupe.
En 2010, le groupe SNCF rachète l'intégralité du groupe Ermewa,.
En octobre 2020, la SNCF mandate le groupe Lazard pour revendre Ermewa. La SNCF espère tirer 2,5 milliards d'euros de cette opération afin de compenser les pertes liées aux grèves de 2019 et à la pandémie de Covid-19 en France.
En avril 2021, la SNCF annonce qu'elle a signé un accord de 3,3 milliards d'euros pour la cession d'Ermewa à la Caisse de dépôt et placement du Québec (CDPQ) et la société allemande de gestion d’actifs DWS. La vente est finalisée le 28 octobre 2021

## Présentation

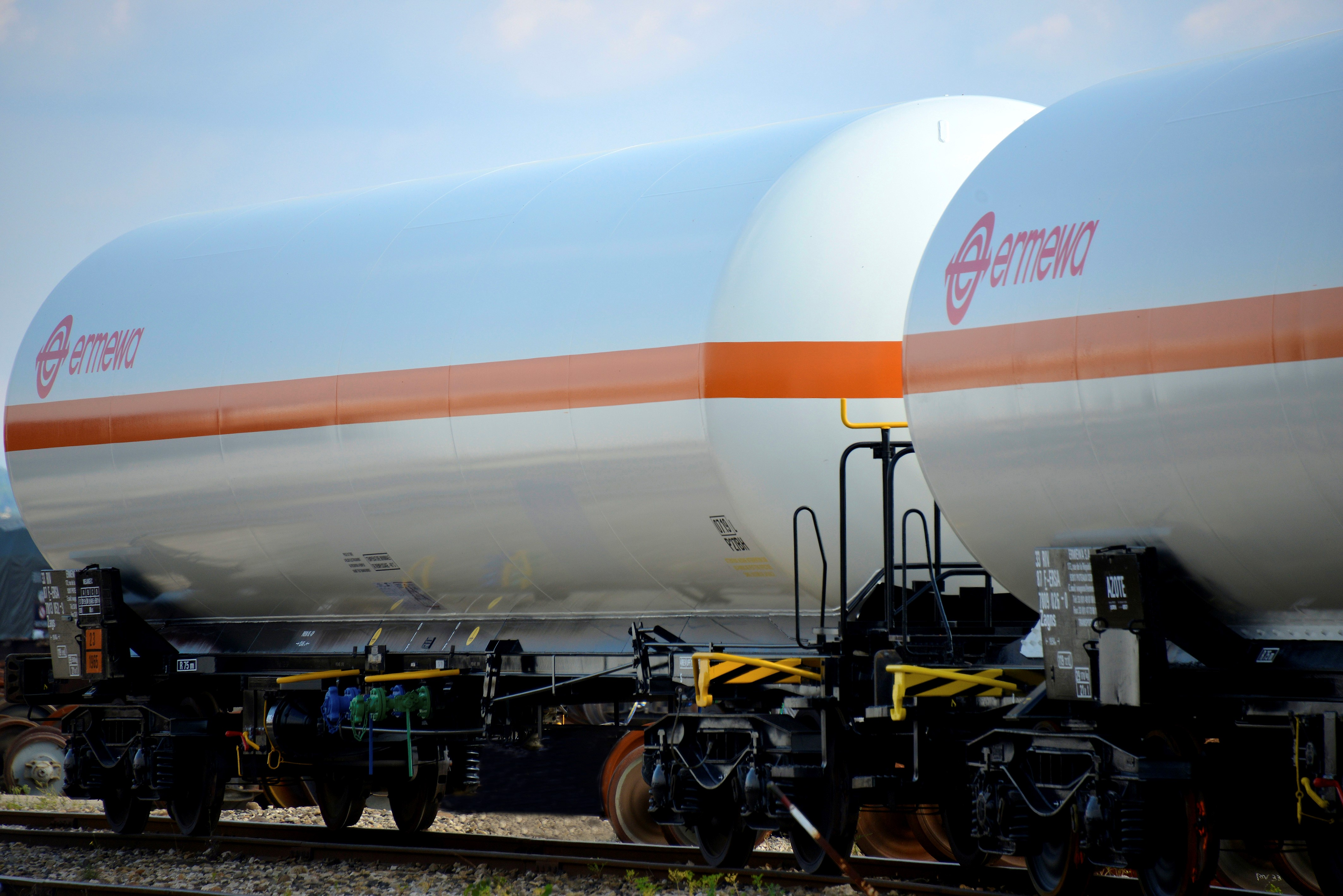
Wagon-gaz.

En 2019, le groupe Ermewa dispose de plus de 42 000 wagons et 60 000 conteneurs-citernes, et réalise en chiffre d'affaires de 486 M€ avec un effectif de 750 personnes, réparties dans 34 établissements,.
Le groupe est composé de trois secteurs d'activités: Wagons, Conteneurs-citernes, Ateliers.

### Ermewa
Ermewa gère une flotte de plus de 42 000 wagons et de 60 000 conteneurs-citernes, destinés aux industriels de tous les secteurs, commissionnaires de transport et entreprises ferroviaires. La flotte de wagons est composée de plus de 350 types de wagons-citernes, wagons standards et spécialisés, aptes au transport de :
- produits pétroliers ;
- produits chimiques ;
- gaz ;
- acier ;
- agrégats ;
- bois ;
- marchandises palettisées ;
- produits alimentaires.

En mai 2025, la société annonce avoir reçu son 50 000 ème wagon de type Laaers.

### Eurotainer et Raffles Lease
Eurotainer  et Raffles Lease disposent d'une flotte de 60 000 conteneurs-citernes, d'une capacité de 450 à 46 000 litres pour le transport et le stockage de produits liquides (alimentaires ou non), gaz liquéfiés et gaz cryogéniques. 

### Inveho
Un réseau de six ateliers répartis en France, et de 3 ateliers en Allemagne spécialisés dans la construction, la maintenance, la réparation et la transformation de wagons pour le transport de marchandises, ainsi qu'au reprofilage des essieux.
Il s'agit d'un regroupement de plusieurs entreprises, rachetées au fil des années : SGTL, Ateliers d’Orval, SARI, Ateliers de Provence, SEGI, Ferifos, ainsi que 3 ateliers du groupe Villemann acquis en janvier 2021. L’ensemble de ces ateliers était regroupé jusqu’en 2017 sous la bannière « Ermewa Workshops », avant d’être renommé Inveho.